# Marc Henri Reckinger
Marc Henri Reckinger (* 13. August 1940 in Ettelbrück, Großherzogtum Luxemburg; † 30. oder 31. August 2023) war ein luxemburgischer Maler, Zeichner und Bildhauer.

## Biografie
Nach seinem Studium 1961–1963 an der Académie des Beaux-Arts in Brüssel und an der Akademie der bildenden Künste in Wien war er Schüler von Roger Chastel an der École des Beaux-Arts in Paris. In dieser Zeit malte er Bilder, die sich an der École de Paris orientierten, einer Variante des Abstrakten Expressionismus.
In der zweiten Hälfte der 1960er Jahre wandte sich Marc Reckinger der Pop Art und dem Hard Edge zu. Bilder dieser Phase waren in den Ausstellungen in der Konsdrëffer Scheier (Kunstscheune von Consdorf) 1967–1971 zu sehen, einer Initiative, an deren Gründung Reckinger beteiligt war. Gegen Ende dieser Periode kam Reckinger zur politischen Konzeptkunst.
In den 1970er Jahren war Reckinger zeitweise in der trotzkistischen „Ligue Communiste Révolutionnaire“ Luxemburgs aktiv; in dieser Zeit stellte er für mehrere Jahre das Malen ein. In den 1980er Jahren malte er im Stil des Kubismus. In seiner letzten Schaffensphase kreierte Reckinger dreidimensionale Bilder, indem er mehrere bemalte transparente Folien hintereinander in den freien Raum hängte.
Wenige Tage vor seinem Tod wurde bekannt, dass Marc Henri Reckinger im Oktober 2023 der Lëtzebuerger Konschtpräis 2024 (Luxemburger Kunstpreis 2024) überreicht werden sollte. Reckinger starb in der Nacht vom 30. auf den 31. August 2023.